# ثوم كولومبي
ثوم كولومبي (الاسم العلمي: Allium columbianum) هو نوع من النباتات يتبع جنس الثوم من فصيلة النرجسية.